# Hochstatt
Hochstatt (en alsacià Huuscht) és un municipi francès, situat a la regió del Gran Est, al departament de l'Alt Rin. L'any 1999 tenia 1.876 habitants.

## Demografia
| 1962  | 1968  | 1975  | 1982  | 1990  | 1999  |
| ----- | ----- | ----- | ----- | ----- | ----- |
| 1.113 | 1.168 | 1.576 | 1.913 | 1.831 | 1.876 |

## Administració
| Període | Identitat        | Partit |
| ------- | ---------------- | ------ |
| 2001-   | Michel Willemann |        |